# Stazione di Courtrai
La stazione di Courtrai (Station Kortrijk in olandese, Gare de Courtrai in francese) è la stazione ferroviaria della città blega di Courtrai, nella regione delle Fiandre. Situata lungo la linea 75 Gand-Mouscron, è capolinea della linea 66 per Bruges e 69 per Poperinge.

## Storia
La stazione fu inaugurata il 22 settembre 1839. Fu rifatta nel 1857 ed ingrandita nel 1876. Gravemente danneggiata nella seconda guerra mondiale fu ricostruita e nuovamente inaugurata il 7 luglio 1956.